# 阿尔贝·费尔
艾尔伯·费尔（法語：Albert Fert，1938年3月7日—），法国物理学家，2007年以巨磁阻效應与彼得·格林贝格共同获得诺贝尔物理学奖。

## 生平
艾尔伯·费尔於1962年畢業於巴黎高等師範學院。他之後在巴黎第十一大学獲得了博士學位。
1988年，法國艾尔伯·费尔和德國彼得·格林貝格同時並獨立地發現巨磁阻效應（GMR）。這一發現被公認為自旋電子學誕生，這個研究領域通常描述一種新型電子學，不僅利用電子的電荷，而且也利用電子的磁性（自旋）。自旋電子學目前已經有重要應用。硬盤中引入巨磁阻效應讀取磁頭將使磁碟記錄密度顯著增加。
艾尔伯·费尔對自旋電子學的發展做出了許多貢獻，在2007年獲得諾貝爾獎之後，他正在探索自旋電子學的拓撲性質。他最近的貢獻是新型磁自旋材料，稱為斯格明子（skyrmions） ，拓撲絕緣體轉換電荷，和自旋電流。
北京航空航天大学兼职教授。